# Повесть непогашенной луны
«Повесть непогашенной луны» — произведение Бориса Пильняка о смерти большевика-командарма в результате навязанной ему хирургической операции. Опубликовано в журнале «Новый мир» в 1926 году (№ 5), однако было почти сразу изъято из журнала и на протяжении десятилетий оставалось запрещённым в СССР по цензурным соображениям в связи с явным намёком на И. В. Сталина в тексте.

## Сюжет
Действие происходит на протяжении нескольких дней в неназванном городе, куда по приказу сверху прибывает командарм Гаврилов. В вагоне поезда Гаврилов встречается со своим старым товарищем Поповым, которому рассказывает, что у него была язва желудка, но он находился на излечении и язва его больше не беспокоит. Однако его тем не менее вызвали с настойчивым предложением сделать операцию. Днём Гаврилов посещает «дом номер первый», в котором встречается и разговаривает с «негорбящимся человеком», в кабинете которого стоят три телефонных аппарата, позволяющие ему командовать городом. Негорбящийся человек говорит Гаврилову, что операция состоится, он уже отдал приказ. Происходит консилиум врачей, который подтверждает необходимость оперировать язву, хотя в частном порядке врачи признаются друг другу, что если бы речь шла об их родственнике, они бы не видели необходимости делать операцию. Вечером Гаврилов заходит повидаться с Поповым и его маленькой дочкой Наташей, а когда девочка засыпает, они вдвоём выезжают за город, причём Гаврилов ведёт машину на полной скорости. После этого Гаврилов и Попов возвращаются в город.
Наступает день операции, которую проводят профессора Лозовский и Кокосов. Гаврилов ложится на стол, но очень долго не может заснуть от хлороформа. Наконец, операция начинается, и после разреза врачи видят, что язва зажила, так что «операция была бесцельна». В это время у Гаврилова исчезает пульс и дыхание: «организм, не принимавший хлороформа, был хлороформом отравлен». Ему впрыскивают камфору, хотя он уже обречён. Через несколько часов Гаврилов умирает. Проститься с ним приезжает «негорбящийся человек» из дома номер первый.
После похорон Гаврилова Попов получает его письмо, написанное накануне смерти, в котором Гаврилов сообщает, что знает, что умрёт, и предлагает Попову, одному воспитывающему дочь, создать семью с женой Гаврилова. Наташа дует на луну за окном, пытаясь «погасить» её.

## История создания

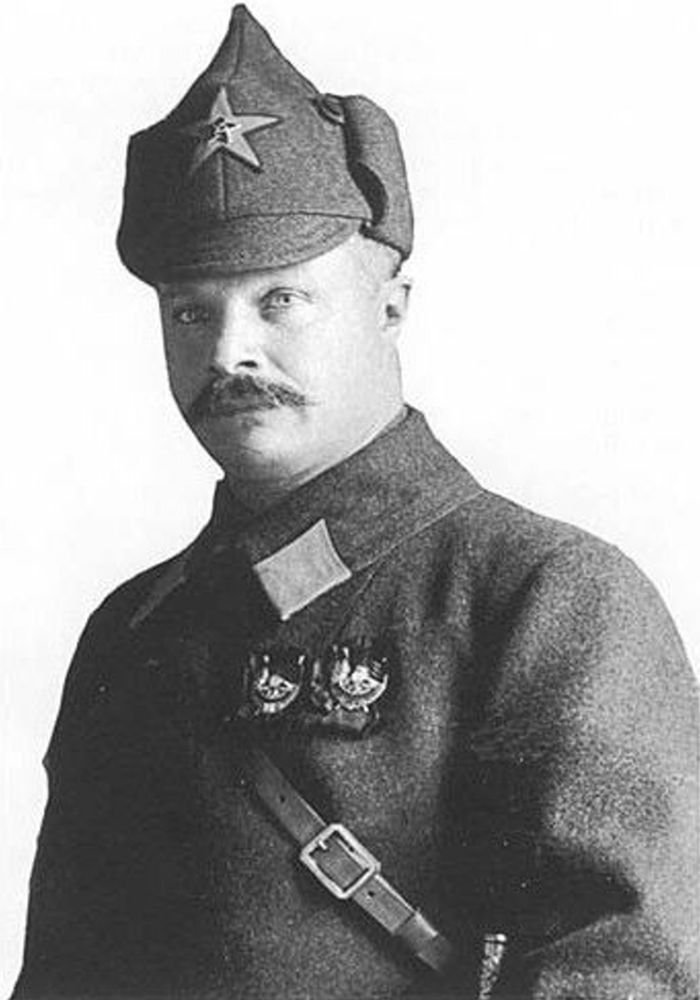
Михаил Фрунзе (1885—1925)

Повесть написана на основании слухов об обстоятельствах смерти М. Фрунзе (представленного под именем командарма Гаврилова) в больнице во время операции с намёком на участие в этом И. В. Сталина — «негорбящегося человека из дома номер первый». Как описывает Николай Над: «В „Повести“ указывалось на преднамеренность устранения очередного неугодного сталинской „тройке“ Председателя РВС, который не проработал и 10 месяцев. „Повесть“ подробно описывала, как совершенно здоровый полководец Гражданской войны пытался всех убедить, что он здоров, и как его всё-таки заставил оперироваться человек № 1… „Повесть“ явно указывала на Сталина и его роль в этом „деле“…».
В предисловии автор использует приём «скрытой подсказки» — просит читателя не искать в «Повести непогашенной луны» подлинных фактов и живых лиц: «Фабула этого рассказа наталкивает на мысль, что поводом к написанию его и материалом послужила смерть М. В. Фрунзе. Лично я Фрунзе почти не знал, едва был знаком с ним, видел его раза два. Действительных подробностей его смерти я не знаю — и они для меня не очень существенны, ибо целью моего рассказа никак не являлся репортаж о смерти наркомвоена. Всё это я нахожу необходимым сообщить читателю, чтобы читатель не искал в нём подлинных фактов и живых лиц».
По некоторым сведениям, идея написания этой повести принадлежала литературному деятелю
Александру Воронскому.
13 мая 1926 года Политбюро ЦК ВКП(б) постановило, что повесть является «злостным, контрреволюционным и клеветническим выпадом против ЦК и партии». Главному редактору журнала В. П. Полонскому был объявлен строжайший выговор, а майский номер «Нового мира» за 1926 год был конфискован (в продаже он был всего два дня). На место запрещённой повести в спешном порядке было вставлено другое произведение. В следующем номере А. К. Воронский, выполняя указанное постановление Политбюро, отказался от посвящения, а редакция принесла читателям извинения, признав публикацию повести ошибкой.
Впоследствии «Повесть…» послужила одной из причин кампании травли Б. А. Пильняка.
Борис Пильняк и Александр Воронский были репрессированы и расстреляны в 1937—1938 годах.

## Адаптации
Повесть экранизирована в 1990 году (режиссёр Евгений Цымбал). В роли «наркомвоенмора» (аллюзия на Фрунзе) — Владимир Стеклов, в роли Первого (Сталин) — Виктор Проскурин.